# Tinodes tagalicus
Tinodes tagalicus är en nattsländeart som beskrevs av Banks 1937. Tinodes tagalicus ingår i släktet Tinodes och familjen tunnelnattsländor. Inga underarter finns listade i Catalogue of Life.